# Клара Цеткин
Клара Цеткин, девојачко презиме Ајзнер (Видерау, 5. јул 1857 — Архангелскоје, 20. јун 1933), била је утицајна немачка левичарска политичарка и борац за женска права.
До 1917. године Цеткин је била активна у Социјалдемократској странци Немачке (SPD), а затим је ступила у Независну социјалдемократску странку Немачке (USPD) и припадала њеном крајње левичарском крилу, Спартакистичкој лиги, која је касније постала KPD. Била је народна посланица у Рајхстагу током Вајмарске Републике од 1920. до 1933. године.

## Биографија
Школујући се за наставницу, Клара Цеткин се повезала са женским и радничким покретом у Немачкој од 1874. године. А 1878. године је постала чланица Социјалистичке радничке странке (Sozialistische Arbeiterpartei, SAP). Ова странка је основана 1875. године спајањем двеју претходних странака: Опште немачке радничке асоцијације (ADAV), коју је основао Фердинанд Ласал и Социјалдемократске радничке странке (SDAP) Аугуста Бебела и Вилхелма Либкнехта. Године 1890, њено име је промењено у данашње - Социјалдемократска странка Немачке (SPD).
Због забране социјалистичких активности коју је у Немачкој увео Бизмарк, 1878, Клара Цеткин је прешла у Цирих, 1882. године, а затим је отишла у изгнанство у Париз. Током боравка у Паризу играла је важну улогу у оснивању Социјалистичке интернационале. Узела је презиме свог партнера, руског револуционара Осипа Цеткина, са којим је имала два сина. Касније се удала за уметника, Георга Фридриха Цундела од 1899. до 1928.
Клара Цеткин је у SPD-у са Розом Луксембург, блиском другарицом и повереницом била једна од главних личности крајње левичарског крила странке. У дебати о ревизионизму на почетку 20. века са Розом Луксембург, држећи се крајње револуционарне линије, напада реформистичке тезе Едуарда Бернштајна.
Клару Цеткин је веома интересовала женска политика, укључујући борбу за равноправност и демократско право гласа за жене, које у њено време није постојало. Развила је социјалдемократски женски покрет у Немачкој. Од 1891. до 1917. године писала је за SPD-ове женске новине Die Gleichheit (Једнакост). Године 1907, постаје лидерка новоформиране „Женске канцеларије“ у SPD-у. Организовала је прославу првог „Међународног дана жена”, 8. марта 1911. године.
Током Првог светског рата, Клара Цеткин је са Карлом Либкнехтом, Розом Луксембург и другим утицајним политичарима из SPD-а одбацила страначку политику Burgfrieden (примирје са владом, обећање о уздржавању од свих штрајкова током рата). Уз друге антиратне активности, Цеткин је организовала међународну женску антиратну конференцију у Берлину 1915. године. Због антиратних ставова била је хапшена неколико пута током рата.
Године 1916, Клара Цеткин је била једна од саоснивачица Спартакистичке лиге и Независне социјалдемократске странке Немачке (USPD) која се 1917. године отцепила од своје матичне странке, SPD-а, због неслагања са њеним проратним ставовима. Јануара 1919, након Немачке револуције новембра претходне године, основана је KPD којој Клара Цеткин приступа. Била је народна посланица од 1920. до 1933. године у немачком парламенту. Интервјуисала је Лењина о „женском питању”, 1920. године.
До 1924. године, Клара Цеткин је била чланица централне канцеларије KPD-а. Од 1927. до 1929. године била је чланица партијског централног комитета. Такође је била чланица извршног комитета Коминтерне од 1921. до 1933. године. А 1925. године је изабрана за председницу немачке левичарске хуманитарне организације Rote Hilfe (Црвена помоћ). Августа 1932. године, као председавајућа Рајхстага по старешинству, позвала је народ да се бори против нацизма.
Када су Адолф Хитлер и његова Нацистичка партија (Национал-социјалистичка немачка радничка партија) преузели власт, KPD је избачена из Рајхстага, након пожара у Рајхстагу, 1933. године. Клара Цеткин последњи пут одлази у изгнанство, овога пута у Совјетски Савез. Тамо је умрла 20. јуна 1933. године, са скоро 76 година. Сахрањена је под зидинама Кремља у Москви.

## Дела
- "Духовни пролетаријат",
- "Женско питање и социјализам",
- "Против фашизма и империјалистичког рата".